# Музеј турске и исламске уметности
Музеј турске и исламске уметности је музеј на тргу Мејдан Султан Ахмета у округу Фатих у Истанбулу, у Турској, први пут је отворен 1914. године, а 1983. године пресељен у палату Ибрахима-паше Паргалије, другог великог везира Сулејмана Величанственог. Зграда је изграђена 1524. године. Колекција садржи значајне примерке исламске калиграфије, плочица и тепиха, као и етнографске приказе различитих култура у Турској, посебно номадских група. Ови прикази дају увид у собе или станове из различитих временских периода и региона.
Простор који је коришћен за музеј некада је био церемонијална сала за првобитну палату. Музеј садржи преко 40.000 уметничких дела, од тепиха и дрвених предмета до колекција уметности од камена. Музеј је један од највећих музеја у Турској. Музеј турске и исламске уметности је културно богат у разним областима, укључујући и своју локацију, јер се налази преко пута чувене Плаве џамије у Истанбулу. Музеј турске и исламске уметности је веома цењен због неговања уметности, културе и историје. Током многих година свог постојања, музеј је добио признање као центар исламске уметности који говори о односу између историје уметности и материјалне културе. Музеј је био први који је окупио сву исламску уметност Турске. Значајно учествује у привременим националним и међународним изложбама. Музеј је 1984. године награђен Специјалном наградом жирија на конкурсу за музеј године Европског савета и наградом коју додељује Европски савет - УНЕСКО за своје студије о подстицању љубави деце према културном наслеђу.

## Историја
1914. године музеј је првобитно отворен као Музеј исламских задужбина смештен у комплексу Сулејманије, на тргу Мејдан Султан Ахмета. Комплекс Сулејманије је изградио велики турски архитекта Синан у 16. веку. Музеј је преименован у Музеј турске и исламске уметности након оснивања Републике Турске 1923. године. Заједно са транзицијом друштва, дошао је и његов утицај на изложбене просторе који су се померили са представљања Османског царства на целокупни исламски свет. Како су се османски музеји појављивали усклађени са турским национализмом, турско друштво је почело да усваја западне праксе у уметности. Године 1983. музеј се преселио у Ибрахим-пашину палату. Добро очувана зграда има архитектонске утицаје османске грађанске архитектуре из 16. века. Историјска камена зграда је поправљена између 1966. и 1983. године. Музеј турске и исламске уметности био је први музеј у Турској који је обухватио исламску уметност. Функција ове прелепе зграде варирала је од простора за велике везире, касарне, амбасадорске палате, матичне канцеларије, јаничарске оркестарске зграде, радионице за шивење до затвора.

## Изложбе
У јануару 2015. године музеј је затворен због реновирања и поново отворен у априлу 2015. године са новим експонатима. Главна тема колекције је историја религиозне уметности из Османског царства током 20. века. Такође излаже уметничка дела из Османског царства , укључујући значајне примере исламске калиграфије, плочица и тепиха, као и етнографске изложбе о различитим културама у Турској, посебно номадским групама. Ови прикази дају слике соба или станове из различитих временских периода и региона.

### Тренутно
Данас музеј садржи неке од најлепших тепиха из исламског света, као и преко 17.000 рукописа, 3.000 Курана и 250.000 раних куранских фрагмената из Велике џамије у Дамаску. Његова колекција пружа етнографски приступ исламском свету. Изложбе су структуриране по спратовима и фокусиране на теме; први спрат је посвећен традиционалном турском животу, а други спрат исламској уметности.

## Најважнији делови колекције[16]
- Свитак за ходочашће, датиран 1206. године. Династија Ајубида
- Врата џамије Џизре (квака), почетак 13. века. Династија Артукида
- Фигуративни архитектонски фрагмент, 13. век. Династија Артукида
- Гипсани рељеф, 13-14. век, Румски султанат
- Тепих из Аладинове џамије, 13. век
- Ел Насир Мухамедов Кур'ан. Каиро, 1313–1314.
- Милетска керамика, 15. век
- Михрабски свећњак за султана Бајазита II, око 1488.
- Мермерни кенотаф из гробнице Оздемира бега (умро 1493), мамелучког гувернера Алепа
- Рукопис Курана који је преписао Шејх Хамдулах, април 1494.
- Холбајнов тепих, регион Бергама, 16. век
- Калиграфски албум („muraqqa“) Ахмеда Карахисарија, Истанбул, око 1550. године.
- Повеља задужбине („Вакфија“) Хасеки Хурем Султана, Истанбул, 1556–1557.
- Плочица са сликом Ћабе
- Рукопис Зубдата Ел Таварика, Истанбул, 1583.
- Украс, Истанбул, 16. век
- Рукопис Сијер-и Небија, Истанбул, 17. век
- Османска кибланума, преносиви астрономски инструмент који показује правац ка Ћаби, Истанбул, 1738.
- Комплет бокала и умиваоника, Истанбул, 1870.